# Ismalia Diop
Ismaïla Diop (Izo) a d'abord été, à partir de 2006, le bassiste du groupe Trust, avant de devenir à partir de 2016, son guitariste rythmique. Il a contribué aux deux derniers albums du groupe : 13 à table sorti en septembre 2008 et Dans le même sang sorti fin mars 2018.

## Biographie
Il a réalisé, en collaboration avec Mitch Olivier, l'album des Rita Mitsouko La Femme trombone (2002) et le premier album d'Olivia Ruiz J'aime pas l'amour (2003).
Il avait déjà collaboré avec Mitch Olivier pour la réalisation de l'album Liaisons dangereuses du rappeur Doc Gyneco en 1998, en jouant la basse et en composant plusieurs titres du LP.